# Coppa del Mondo juniores di slittino 2006
La Coppa del Mondo juniores di slittino 2005/06, tredicesima edizione della manifestazione organizzata dalla Federazione Internazionale Slittino, è iniziata il 1º dicembre 2005 a Lillehammer, in Norvegia e si è conclusa il 28 gennaio 2006 a Schönau am Königssee, in Germania. Si sono disputate diciotto gare: sei nel singolo uomini, nel singolo donne e nel doppio in cinque differenti località.
L'appuntamento clou della stagione sono stati i campionati mondiali juniores 2006 disputatisi sull'Eiskanal di Altenberg, in Germania, competizione non valida ai fini della Coppa del Mondo

## Risultati

### Singolo uomini
| Data             | Località             | Nazione  | Primo classificato     | Secondo classificato     | Terzo classificato              |
| ---------------- | -------------------- | -------- | ---------------------- | ------------------------ | ------------------------------- |
| 2 dicembre 2005  | Lillehammer          | Norvegia | Felix Loch Germania    | Richard Grill Germania   | Wolfgang Kindl Austria          |
| 10 dicembre 2005 | La Plagne            | Francia  | Felix Loch Germania    | Richard Grill Germania   | Johannes Ludwig Germania        |
| 14 dicembre 2005 | La Plagne            | Francia  | Richard Grill Germania | Felix Loch Germania      | Peter Fischer Germania          |
| 14 gennaio 2006  | Winterberg           | Germania | Richard Grill Germania | Felix Loch Germania      | Peter Fischer Germania          |
| 21 gennaio 2006  | Oberhof              | Germania | Felix Loch Germania    | Johannes Ludwig Germania | Christopher Mazdzer Stati Uniti |
| 28 gennaio 2006  | Schönau am Königssee | Germania | Felix Loch Germania    | Richard Grill Germania   | Johannes Ludwig Germania        |

### Singolo donne
| Data             | Località             | Nazione  | Prima classificata            | Seconda classificata          | Terza classificata        |
| ---------------- | -------------------- | -------- | ----------------------------- | ----------------------------- | ------------------------- |
| 2 dicembre 2005  | Lillehammer          | Norvegia | Megan Sweeney Stati Uniti     | Natalie Geisenberger Germania | Stefanie Sieger Germania  |
| 10 dicembre 2005 | La Plagne            | Francia  | Natalie Geisenberger Germania | Stefanie Sieger Germania      | Megan Sweeney Stati Uniti |
| 13 dicembre 2005 | La Plagne            | Francia  | Natalie Geisenberger Germania | Stefanie Sieger Germania      | Megan Sweeney Stati Uniti |
| 14 gennaio 2006  | Winterberg           | Germania | Natalie Geisenberger Germania | Stefanie Sieger Germania      | Madeleine Teuber Germania |
| 21 gennaio 2006  | Oberhof              | Germania | Natalie Geisenberger Germania | Stefanie Sieger Germania      | Megan Sweeney Stati Uniti |
| 28 gennaio 2006  | Schönau am Königssee | Germania | Natalie Geisenberger Germania | Stefanie Sieger Germania      | Megan Sweeney Stati Uniti |

### Doppio
| Data             | Località             | Nazione  | Primi classificati                           | Secondi classificati                        | Terzi classificati                           |
| ---------------- | -------------------- | -------- | -------------------------------------------- | ------------------------------------------- | -------------------------------------------- |
| 1º dicembre 2005 | Lillehammer          | Norvegia | Tobias Wendl Tobias Arlt Germania            | Vladislav Južakov Vladimir Machnutin Russia | Ivan Makivičuk Andrej Svistov Russia         |
| 9 dicembre 2005  | La Plagne            | Francia  | Tobias Wendl Tobias Arlt Germania            | Ronny Pietrasik Christian Weise Germania    | Ritvars Šteins Mārcis Kaļņins Lettonia       |
| 13 dicembre 2005 | La Plagne            | Francia  | Tobias Wendl Tobias Arlt Germania            | Ronny Pietrasik Christian Weise Germania    | Ritvars Šteins Mārcis Kaļņins Lettonia       |
| 13 gennaio 2006  | Winterberg           | Germania | Ronny Pietrasik Christian Weise Germania     | Tobias Wendl Tobias Arlt Germania           | Christopher Mazdzer Garon Thorne Stati Uniti |
| 20 gennaio 2006  | Oberhof              | Germania | Christopher Mazdzer Garon Thorne Stati Uniti | Tobias Wendl Tobias Arlt Germania           | Ronny Pietrasik Christian Weise Germania     |
| 28 gennaio 2006  | Schönau am Königssee | Germania | Tobias Wendl Tobias Arlt Germania            | Ronny Pietrasik Christian Weise Germania    | Toni Eggert Marcel Oster Germania            |

## Classifiche

### Singolo uomini[1]
| Pos. | Nome            | Nazione  | LIL | LAP-1 | LAP-2 | WIN | OBE | KÖN | Totale |
| ---- | --------------- | -------- | --- | ----- | ----- | --- | --- | --- | ------ |
| 1    | Felix Loch      | Germania | 1   | 1     | 2     | 2   | 1   | 1   | 570    |
| 2    | Richard Grill   | Germania | 2   | 2     | 1     | 1   | 5   | 2   | 510    |
| 3    | Johannes Ludwig | Germania | -   | 3     | 5     | 4   | 2   | 3   | 340    |
| 4    | Peter Fischer   | Germania | -   | 4     | 3     | 3   | 4   | 5   | 315    |
| 5    | Achim Obkircher | Italia   | 4   | 10    | 8     | 7   | 9   | 7   | 269    |

### Singolo donne[2]
| Pos. | Nome                 | Nazione     | LIL | LAP-1 | LAP-2 | WIN | OBE | KÖN | Totale |
| ---- | -------------------- | ----------- | --- | ----- | ----- | --- | --- | --- | ------ |
| 1    | Natalie Geisenberger | Germania    | 2   | 1     | 1     | 1   | 1   | 1   | 585    |
| 2    | Stefanie Sieger      | Germania    | 3   | 2     | 2     | 2   | 2   | 2   | 495    |
| 3    | Megan Sweeney        | Stati Uniti | 1   | 3     | 3     | 4   | 3   | 3   | 440    |
| 4    | Amanda Allen         | Stati Uniti | 4   | 4     | 10    | 9   | 8   | 5   | 292    |
| 5    | Anastasia Young      | Stati Uniti | 5   | 9     | 6     | 6   | 7   | 7   | 286    |

### Doppio[3]
| Pos. | Nome                            | Nazione   | LIL | LAP-1 | LAP-2 | WIN | OBE | KÖN | Totale |
| ---- | ------------------------------- | --------- | --- | ----- | ----- | --- | --- | --- | ------ |
| 1    | Tobias Wendl Tobias Arlt        | Germania  | 1   | 1     | 1     | 2   | 2   | 1   | 570    |
| 2    | Ronny Pietrasik Christian Weise | Germania  | -   | 2     | 2     | 1   | 3   | 2   | 425    |
| 3    | Toni Eggert Marcel Oster        | Germania  | -   | 6     | 5     | 4   | 4   | 3   | 295    |
| 4    | Ondřej Hyman Jakub Bujárek      | Rep. Ceca | 4   | 7     | 4     | 16  | 7   | 9   | 276    |
| 5    | Ritvars Šteins Mārcis Kaļņins   | Lettonia  | -   | 3     | 3     | 6   | -   | 7   | 236    |